# Urospatha
Urospatha, rod kozlačevki, dio je potporodice Lasioideae. Sastoji se od 12 priznatih vrsta rizomatoznih  geofita iz tropske Amerike,

## Vrste
1. Urospatha angustiloba Engl.
2. Urospatha antisylleptica R.E.Schult.
3. Urospatha bogneri Muñoz-Castillo, Zuluaga & A.Hay
4. Urospatha caribaea O.Ortiz, M.Cedeño & Croat
5. Urospatha edwallii Engl.
6. Urospatha friedrichsthalii Schott
7. Urospatha loefgreniana Engl.
8. Urospatha meyeri Schott
9. Urospatha riedeliana Schott
10. Urospatha sagittifolia (Rudge) Schott
11. Urospatha somnolenta R.E.Schult.
12. Urospatha wurdackii (G.S.Bunting) A.Hay

## Sinonimi
- Urophyllum K.Koch in Berliner Allg. Gartenzeitung 1857: 173 (1857), nom. illeg.
- Urospathella G.S.Bunting in Phytologia 65: 391 (1988)